# 玉峰伸典
玉峰 伸典（たまみね のぶのり、1975年12月8日 - ）は、山口県下関市出身の元プロ野球選手（投手）。

## 来歴・人物
下関リトルリーグで野球を始める。早鞆高校で2年春からエースとなり、同年春の県大会で優勝し、中国大会にも出場。卒業後、野球の専門課程のある大竹総合科学専門学校を経て王子製紙米子に入社したが、1998年9月に廃部となり王子製紙春日井に移籍。直後の1998年のドラフト会議で読売ジャイアンツから6位指名を受け入団。
下位指名ながら江川卓の背番号30を背負うなど期待を受けたが、2年目の2000年には背番号は60へと変更になり、2001年途中に田畑一也・真木将樹との交換トレードで三澤興一とともに大阪近鉄バファローズへ移籍。
結局移籍後も一軍での登板がないまま翌2002年シーズン終了後引退し、近鉄の打撃投手へと転向した。2004年の球団合併時には、オリックス・バファローズと東北楽天ゴールデンイーグルスのどちらの球団にも所属せず退団。
2005年から古巣巨人に打撃投手として復帰し、2010年から一軍サブマネージャーも兼任している。
2017年限りで退団。その後、起業した。

## 詳細情報

### 年度別投手成績
一軍公式戦出場なし

### 背番号
- 30 （1999年）
- 60 （2000年 - 2001年途中）
- 57 （2001年途中 - 2002年）
- 105 （2003年 - 2004年）
- 116 （2005年 - 2009年）
- 07 （2010年）
- 206 （2011年 - 2017年）